# Монастырь бонифратров и костёл Святого Лаврентия (Львов)
Монасты́рь бонифра́тров — римско-католический мужской монастырь, существовавший во Львове (Речь Посполитая).
Монастырь был основан в 1539 году. Он занимался, в основном, излечением раненых воинов польской армии и существовал до 1784 года. Новые австрийские власти (с 1772 года Львов стал частью Австрии) его распустили, его имущество конфисковали, а в здании устроили военный госпиталь. Здание использовалось в качестве военного госпиталя и при каждой новой власти, приходившей во Львов: русской (1914—1915), вновь австро-венгерской (1915—1918), польской (1918—1939), советской (1939—1941), немецкой (1941—1944), советской (1944—1991), украинской (с 1991 до сих пор).
От монастыря бонифратров сохранилось здание костёла Святого Лаврентия на современной улице Лычаковской, 26. Здание костёла было перестроено в 1687 году польским архитектором Бенуа, а затем австрийцами. Сохранившийся корпус имеет картуш, раскрепованный карниз, барочный портал, украшенный резьбой.